# Canseco (Cármenes)
Canseco es una localidad española perteneciente al municipio de Cármenes, en la provincia de León, comunidad autónoma de Castilla y León.

## Geografía

### Ubicación
| Noroeste: Piornedo | Norte: Rualler | Nordeste: Redipuertas |
| Oeste: Campo       |                | Este: Redilluera      |
| Suroeste: Pontedo  | Sur: Pedrosa   | Sureste: Genicera     |

## Historia

### Edad Media
Hay constancia de poblamientos ya en época altomedieval en torno al siglo V vinculado a fenómenos de tipo heremítico o monacal de tradición visigótica aunque bien podría ser un asentamiento de carácter laico. Entre sus cuevas, se han encontrado cerámicas de pasta gris, hechas a mano en tornos lentos, de mala cocción, toscas, aunque pueden también ser de épocas posteriores debido a un escaso desarrollo tecnológico. Sin embargo, su semejanza a piezas visigóticas tardorromanas hace pensar que son hábitats tradicionales que han perdurado siempre en la montaña debido a un fuerte arraigo de las estructuras sociales autóctonas.

### Edad Contemporánea
En cuanto a las fuentes en papel de esta época del siglo XIX en referencia directa a este pueblo, se encuentra el Diccionario geográfico-estadístico de España y Portugal:

CANSECO, lugar de realengo de España, provincia y partido de Leon, concejo de la Mediana de Argüello, 69 vecinos, 314 habitantes, 1 parroquia. Sitiado en un terreno montuoso, en los ultimos confines de esta provincia con la de Asturias, al pie de la peña del Monte Agudo, lindado con término de Redipuertas, Piornelo y Piedrafita. Produce granos, legumbres, pastos y ganados. Dista 9 leguas de la capital. Contribuye con el concejo.
Diccionario geográfico-estadístico de España y Portugal

En el tomo VIII del Diccionario geográfico-estadístico-histórico de España y sus posesiones de Ultramar se describe así a Canseco, obra impulsada por Pascual Madoz a mediados del siglo XIX:

Lugar en la provincia y diócesis de Leon (8 leguas), partido judicial de La Vecilla (5), audiencia territorial y capitanía general de Valladolid (32), ayuntamiento de Cármenes: sitiado en llano, formando un ángulo cuyo vértice mira al Norte; combátenle todos los vientos; su cluma, aunque frio y húmedo, no deja de ser bastante sano. Tiene 59 casas divididas en 5 barrios llamados Barriada, Callearriba, Corralada, la Torre y Palomera; un castillo casi arruinado, escuela de primeras letras durante el invierno, dotada con 600 reales a que asisten 50 niños de ambos sexos; iglesia parroquial (San Pedro Apóstol, servida por un cura de segundo ascenso y presentación de Su Magestad en los meses apostólicos y casos de las reservas, y en los ordinarios del cabildo de Santa María de Arbas del Puerto, con aprobación de Su Majestad; y ermita dedicada a San Roque). Confina al Norte la cordillera de montañas que divide esta provincia de la de Asturias; al Este confina con el concejo de Valdelugueros; al Sur Pontedo y al Oeste otra cordillera que le separa del camino de herradura para el puerto y pueblo de Piedrafita. El terreno es de muy buena calidad, algo peñascoso, y bastante desigual; le fertilizan las aguas de un arrollo que nace en el término y pasa por medio de la población; cruza un puente de madera para la comunicación de los barrios y junto al de Palomera confluye con el Torío. Hay montes de haya, roble, urces y otros arbustos. Los caminos en mal estado, excepto el que dirige a Pontedo, que se encuentra bastante bueno, recibe la correspondencia en Pardave por valijero. Produce: centeno, cebada, legumbres, hortaliza, pastos y una fruta que llaman arándanos; cría ganado lanar, vacuno y una algún mular; caza de perdices, palomas y cabras monteses. industria: 4 molinos harineros y la arriería a que se dedican muchos habitantes, conduciendo vino, aceite y lino a las Asturias, desde donde retornan con pescado o jamones para Castilla, Madrid y otros puntos. población: 64 vecinos, 260 almas. Contribuye con el ayuntamiento.
Diccionario geográfico-estadístico-histórico de España y sus posesiones de Ultramar

Por otra parte, lo encontramos definido según el Diccionario universal de historia y de geografía de 1847 como presenta el texto:

Lugar de España, con 69 vecinos, en la provincia y diócesis de León, partido judicial de la Vecilla.
Diccionario universal de historia y de geografía

En otra de las tantas obras geográficas que encontramos en 1864, vemos como aparece mencionada la localidad:

Lugar de España, provincia y diocesis de León, partido de la Vecilla. Tiene un castillo antiguo, escuela elemental e iglesia parroquial. Produce granos varios y una fruta llamada arándanos. Industria: molinos harineros y arriería. Población 314 habitantes
Novísimo diccionario geográfico, histórico, pintoresco universal

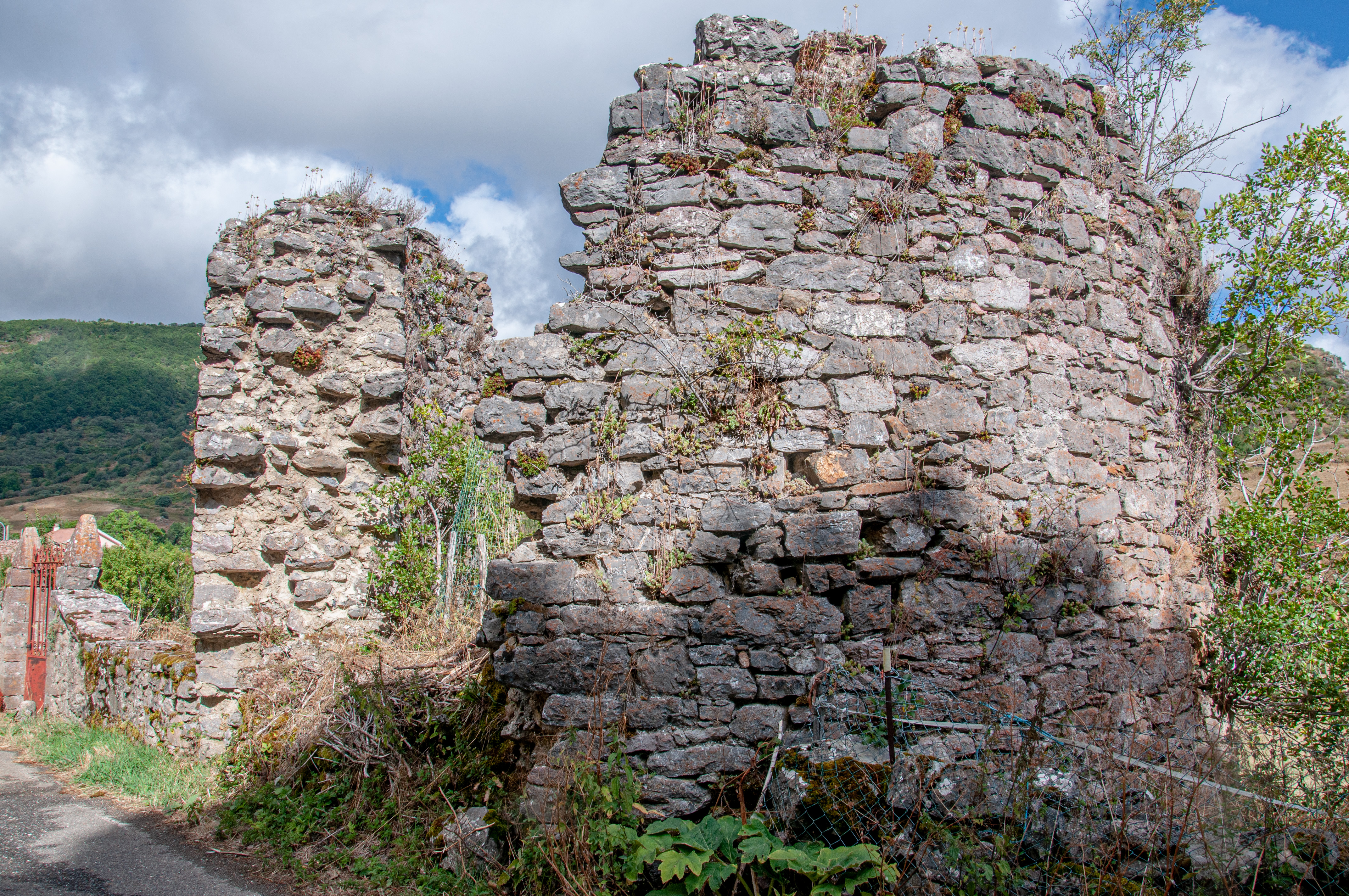
Torreón de Canseco
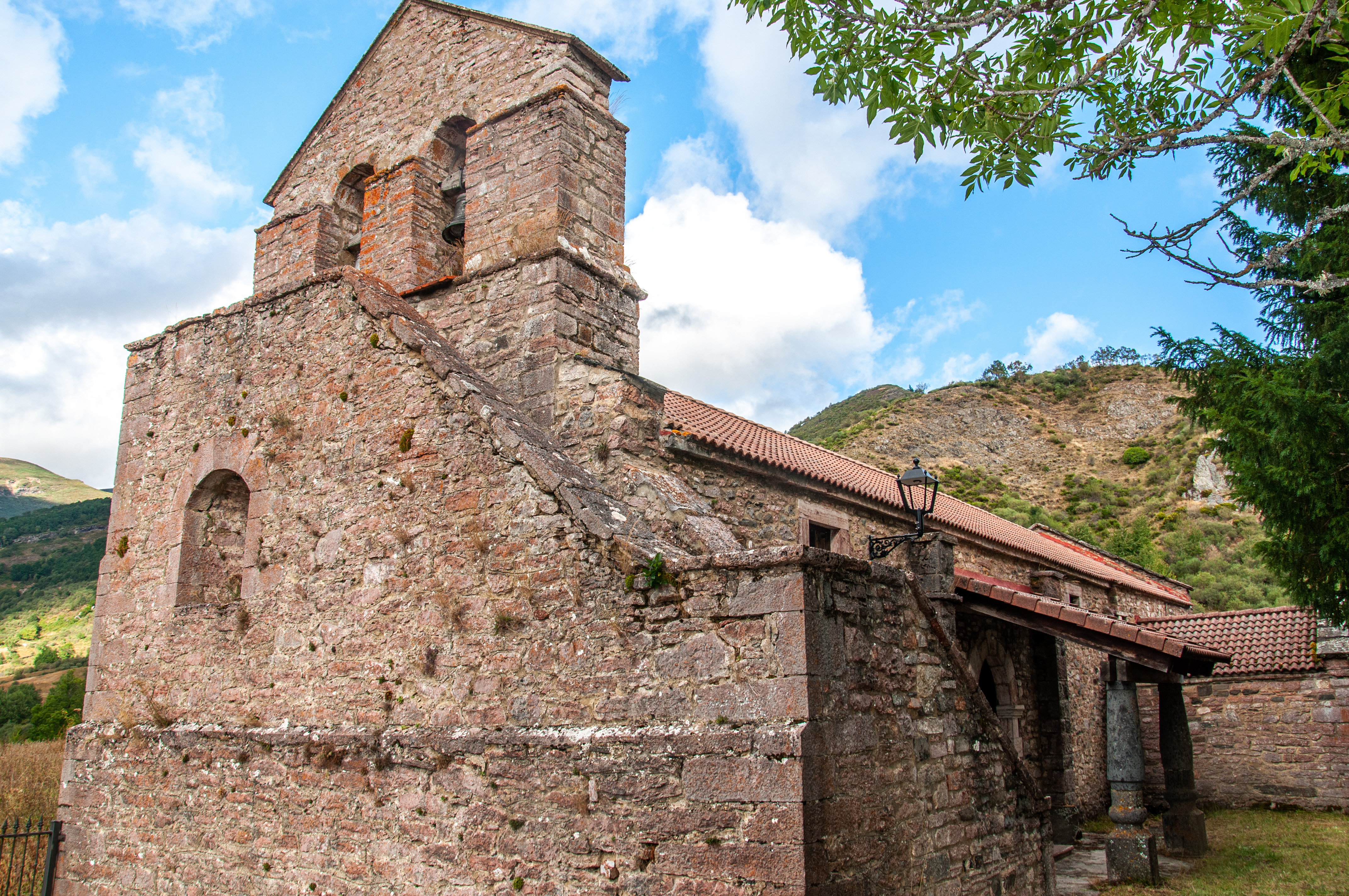
Parroquia de San Pedro Apóstol de Canseco
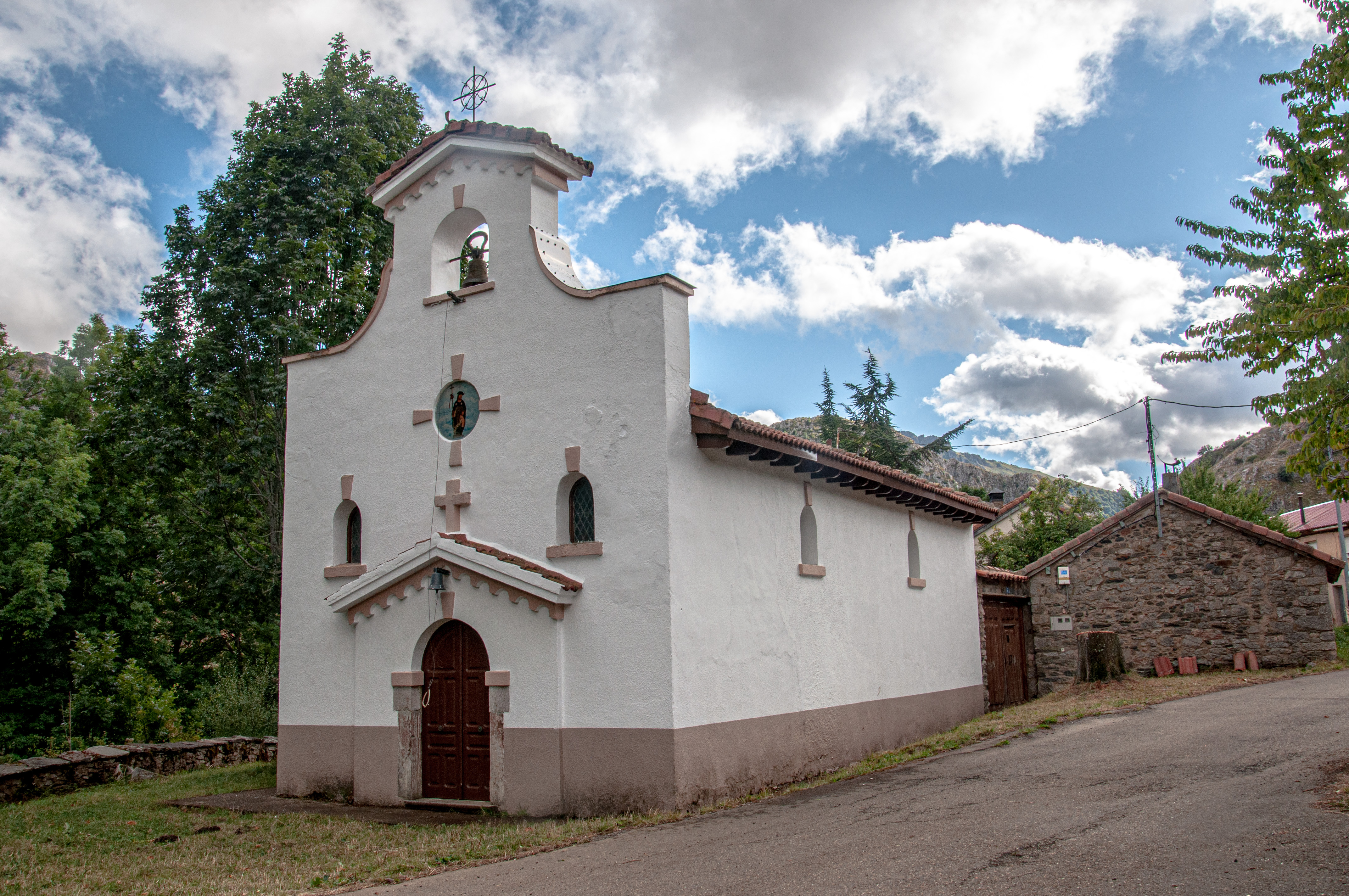
Ermita de San Roque de Canseco

## Demografía
Evolución de la población
| Gráfica de evolución demográfica de Canseco entre 2000 y 2024      |
|                                                                    |
| Población de derecho (2000-2023) según el padrón municipal del INE |

## Parroquias hermanadas
La Parroquia de San Pedro Apóstol de Canseco participa en la iniciativa de hermanamiento de parroquias promovida desde hace siglos. A partir de esta iniciativa se han establecido lazos con las siguientes iglesias:
| Parroquias hermanadas | Parroquias hermanadas               | Parroquias hermanadas  | Parroquias hermanadas                       | Parroquias hermanadas | Parroquias hermanadas                |
| País                  | Iglesia                             | Fecha de hermanamiento | Escudo                                      | Web de la iglesia | Imagen                               |
| --------------------- | ----------------------------------- | ---------------------- | ------------------------------------------- | --- | ------------------------------------ |
| Vaticano              | Archibasílica de San Juan de Letrán | 1793                   | Escudo del Estado de la Ciudad del Vaticano | Archibasílica Papal del Santísimo Salvador del Mundo, y de los Santos Juan Bautista y Juan Evangelista en Letrán (en italiano) | Archibasílica de Sjan Juan en Letrán |